# فريدريك لوكاس
فريدريك لوكاس (بالإنجليزية: Frederick Lucas)‏ (3 فبراير 1860 - 1880 في الهند) هو لاعب كريكت بريطاني (وحمل سابقاً جنسية المملكة المتحدة لبريطانيا العظمى وأيرلندا).